# عمار اوسیم
عمار اوسیم (بوسنیایی: Amar Osim؛ زادهٔ ۱۸ ژوئیهٔ ۱۹۶۷) یک مربی فوتبال اهل بوسنی است.
از باشگاه‌هایی که در آن بازی کرده‌است می‌توان به باشگاه فوتبال ژلیزنیچار سارایوو، و باشگاه فوتبال ژلیزنیچار سارایوو، اشاره کرد.